# 1. FC Spich
Der 1. FC Spich (offiziell: 1. Fußball-Club Spich 1911 e. V.) ist ein Sportverein aus dem Troisdorfer Stadtteil Spich im Rhein-Sieg-Kreis. Die erste Fußballmannschaft spielte fünf Jahre in der höchsten mittelrheinischen Amateurliga.

## Geschichte und Abteilungen
Der Verein wurde im Jahre 1911 gegründet und besteht aus den Abteilungen Badminton, Fußball, Lauftreff und Turnen sowie Volleyball. Die größte Abteilung ist die Abteilung Turnen, Volleyball und Kampfsport. In Turnbereich gibt es zahlreiche Angebote von Babyturnen bis zum Gesundheitssport, aber auch Wanderfreunde sind ebenso willkommen wie Kampfsportler.

## Fußball
Im Jahre 1941 erreichte die Mannschaft die Aufstiegsrunde zur seinerzeit erstklassigen Gauliga Mittelrhein. Dort scheiterten die Spicher allerdings am SV Victoria Köln. Nach dem Ende des Zweiten Weltkrieges stieg die Mannschaft 1948 in die Bezirksklasse auf und musste vier Jahre später wieder in die Kreisklasse absteigen. 1955 gelang der Wiederaufstieg in die Bezirksklasse, dem der Durchmarsch in die Landesliga folgte. Trotz einer 1:13-Niederlage beim Bonner FV konnte die Klasse gehalten werden, ehe 1958 der Abstieg in die Bezirksklasse folgte. Nach einer Vizemeisterschaft 1963 hinter dem SSV Bergneustadt gelang 1965 der erneute Aufstieg in die Landesliga.
Vier Jahre später gelang den Spichern gar der Aufstieg in die Verbandsliga Mittelrhein, der seinerzeit höchsten Amateurliga. Nach einem vierten Platz in der Saison 1972/73 musste die Mannschaft ein Jahr später wieder absteigen und wurde in der Landesligasaison 1974/75 in die Bezirksklasse durchgereicht. Zwischenzeitlich bis in die Kreisliga hinabgerutscht gelang 1995 der Aufstieg in die Bezirksliga. Im Jahre 2007 kehrten die Spicher in die Landesliga zurück nur um nach einem Jahr wieder abzusteigen. 2010 gelang der Wiederaufstieg in die Landesliga, ehe es 2014 wieder runter in die Bezirksliga ging. 2019 stieg die Mannschaft wieder in die Landesliga auf.

## Persönlichkeiten
- Guido Cantz
- Uğur Dündar
- Daniel Fredel (Futsal-Nationalspieler)
- Kurt Kowalski
- Axel Linden (spielte in der 2. Bundesliga für Union Solingen)
- Günter Schäfer (spielte im Profibereich für den 1. FC Köln und den VfL Osnabrück)
- Julia Wiedemann
- Laura Vogt